# 馬化騰

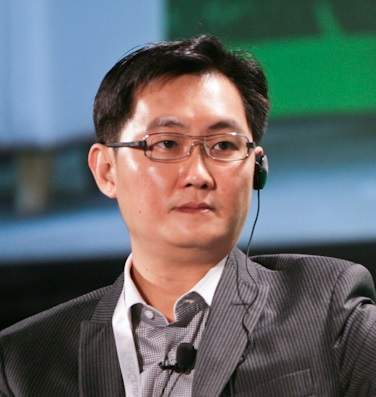
馬 化騰（2011年）

馬 化騰（ば かとう、拼音: Mǎ Huàténg、マー・フアテン、英語: Pony Ma、ポニー・マー、1971年10月29日 - ）は、海南省東方市生まれの実業家。広東省深圳市を本拠とするテクノロジー企業テンセントの董事会主席兼CEO、全国人民代表大会代表。

## 経歴
父親の馬陳術は元官僚の中国共産党党員でテンセントの共同創業者も務めた。馬が生まれた当時は、東方市（当時は東方県）の八所港の港務局で働いていた。馬は八所港で幼少期を過ごし、1984年、13歳のときに父母とともに深圳に移り住んだ。1993年に深圳大学計算機系を卒業。深圳潤迅通信でソフト開発を手がけた後、1998年11月にテンセントを創業した。その代表作であるインスタントメッセンジャー『テンセントQQ』は中国で最も使用され、影響力のある通信ソフトであることから「QQの父」と呼ばれている。
清華大学経済管理学院で顧問委員も務めている。